# Himachal Pradesh
Himachal Pradesh ([ɦɪmaːtʃəl prəd̪eːʃ] ⓘ) là một bang tọa lạc ở miền Bắc Ấn Độ. Nó giáp với Jammu và Kashmir về phía bắc, Punjab và Chandigarh về phía tây, Haryana về phía tây nam, Uttarakhand về phía đông nam và khu tự trị Tây Tạng (Trung Quốc) về phía đông. Tên bang được Acharya Diwakar Datt Sharma đặt ra từ hai từ him 'tuyết' và achal 'núi' trong tiếng Phạn.
Himachal Pradesh được biết đến bởi vẻ đẹp thiên nhiên, những trạm đồi, và những ngôi đền. Nhiều con sông chảy qua đây, và nhiều dự án thủy điện đang được tiến hành. Thủy điện dư của Himachal Pradesh còn được đưa đến Delhi, Punjab, và Rajasthan. Thủy điện, du lịch và nông nghiệp đóng vai trò quan trọng trong nền kinh tế của bang. Nơi này có nhiều thung lũng.
Khoảng 90% dân cư sống ở nông thôn. Đa số nhà dân đều có toa lét và vệ sinh được giữ tương đối sạch sẽ.